# Juan González (arquitecto)
Juan González (h. 1606-1674) fue un arquitecto español.

## Biografía
Tenía su residencia habitual en la collación de San Marcos de Sevilla, aunque también residió en las collaciones de Santa Catalina (1645), San Román (1656) y San Martín (1662). Estuvo casado con Laura de Vargas, viuda de Antonio de Fuentes.
En octubre de 1664 fue nombrado maestro superintendente de la catedral. En 1666 se presentó para ser maestro mayor del cabildo municipal, pero el escogido para la plaza fue Pedro López del Valle.
Estuvo al frente de las obras hospital de la Caridad, que contaba con planos de Pedro Sánchez Falconete.
En noviembre de 1648 realizó las obras de la torre de la iglesia de San Andrés, con características dadas por Diego Gómez.
En mayo de 1656 diseñó las reformas y reparaciones de una habitación del convento de Santa Inés.
En julio de 1662 el canónigo Justino de Neve contrató con Juan González la construcción de las bóvedas de la iglesia de Santa María la Blanca. El proyecto consistió en hacer una bóveda central con lunetos y una cúpula sobre pechinas. También cambió las antiguas columnas de piedra por otras nuevas, realizadas por el cantero Gabriel de Mena en jaspe de las canteras de Antequera.
También finalizó una habitación de la casa grande de San Francisco, que se había empezado a construir en 1665.